# Mistrzostwa Europy w Boksie 1937
V Mistrzostwa Europy w Boksie (mężczyzn) odbyły się w dniach 5–9 maja 1937 w Mediolanie (Włochy). Startowało 85 uczestników z 16 państw, w tym ośmiu reprezentantów Polski. Walczono w 8 kategoriach wagowych. Polska reprezentacja bokserska zdobyła Puchar Narodów dla najlepszej drużyny Mistrzostw Europy.

## Klasyfikacja medalowa
| Klasyfikacja medalowa |            |   |   |   |       |
| Lp.                   | Państwo    |   |   |   | Razem |
| 1                     | Polska     | 2 | 2 | 0 | 4     |
| 2                     | Włochy     | 2 | 1 | 3 | 6     |
| 3                     | III Rzesza | 2 | 1 | 0 | 3     |
| 4                     | Węgry      | 1 | 1 | 2 | 4     |
| 5                     | Szwecja    | 1 | 0 | 1 | 2     |
| 6                     | Estonia    | 0 | 1 | 0 | 1     |
| 6                     | Holandia   | 0 | 1 | 0 | 1     |
| 6                     | Rumunia    | 0 | 1 | 0 | 1     |
| 9                     | Finlandia  | 0 | 0 | 1 | 1     |
| 9                     | Norwegia   | 0 | 0 | 1 | 1     |

## Medaliści
| Kategoria:      | 1. miejsce                    | 2. miejsce                  | 3. miejsce                   |
| Waga musza      | Vilmos Énekes · Węgry         | Edmund Sobkowiak · Polska   | Gavino Matta · Włochy        |
| Waga kogucia    | Ulderico Sergo · Włochy       | Anton Osca · Rumunia        | Veikko Huuskonen · Finlandia |
| Waga piórkowa   | Aleksander Polus · Polska     | Federico Cortonesi · Włochy | Gyula Szabó · Węgry          |
| Waga lekka      | Herbert Nürnberg · III Rzesza | Nikolai Stepulov · Estonia  | Marino Facchin · Włochy      |
| Waga półśrednia | Michael Murach · III Rzesza   | Imre Mándi · Węgry          | Oscar Ågren · Szwecja        |
| Waga średnia    | Henryk Chmielewski · Polska   | Tin Dekkers · Holandia      | Bruno Zorzenone · Włochy     |
| Waga półciężka  | Luigi Musina · Włochy         | Franciszek Szymura · Polska | Lajos Szigeti · Węgry        |
| Waga ciężka     | Olle Tandberg · Szwecja       | Herbert Runge · III Rzesza  | Erling Nilsen · Norwegia     |

## Występy Polaków
- Edmund Sobkowiak (waga musza) wygrał w eliminacjach z Nicolae Radanem (Rumunia), w ćwierćfinale z Jamesem Healym (Irlandia), w półfinale z Willym Kaiserem (Niemcy), a w finale przegrał z Vilmosem Énekesem (Węgry) zdobywając srebrny medal
- Antoni Czortek (waga kogucia) wygrał w ćwierćfinale z Erichem Wilke (Niemcy), przegrał w półfinale z Antonem Osca (Rumunia), przegrał walkę o 3. miejsce z Veikko Huuskonenem (Finlandia)
- Aleksander Polus (waga piórkowa) wygrał w eliminacjach z Hansem Jaro (Austria), w ćwierćfinale z Haraldem Freimuthem (Estonia), w półfinale z Gyulą Szabó (Węgry), a w finale z Federico Cortonesim (Włochy) zdobywając złoty medal
- Stanisław Woźniakiewicz (waga lekka) wygrał w eliminacjach z Erniem Smithem (Irlandia), przegrał w ćwierćfinale z Marino Facchinem (Włochy)
- Janisław Sipiński (waga półśrednia) wygrał w eliminacjach z Danhine’em (Belgia), przegrał w ćwierćfinale z Imre Mándim (Węgry)
- Henryk Chmielewski (waga średnia) wygrał w eliminacjach z Claessensem (Belgia), w ćwierćfinale z Alfredem Flurym (Szwajcaria), w półfinale z Henrym Tillerem (Norwegia), a w finale z Tinem Dekkersem (Holandia) zdobywając złoty medal
- Franciszek Szymura (waga półciężka) wygrał w eliminacjach z Peterem Jørgensenem (Dania), w ćwierćfinale z Perem Anderssonem (Szwecja), w półfinale z Karlem Johnsonem (Norwegia), a w finale przegrał z Luigim Musiną (Włochy) zdobywając srebrny medal
- Stanisław Piłat (waga ciężka) przegrał pierwszą walkę w ćwierćfinale z Erlingiem Nilsenem (Norwegia)